# Nilandhoo (Faafu)
Nilandhoo (malediw. ނިލަންދޫ) – wyspa na Malediwach, stolica atolu Faafu. Według danych na rok 2014 liczyła 1663 mieszkańców.